# Matthias Köhne

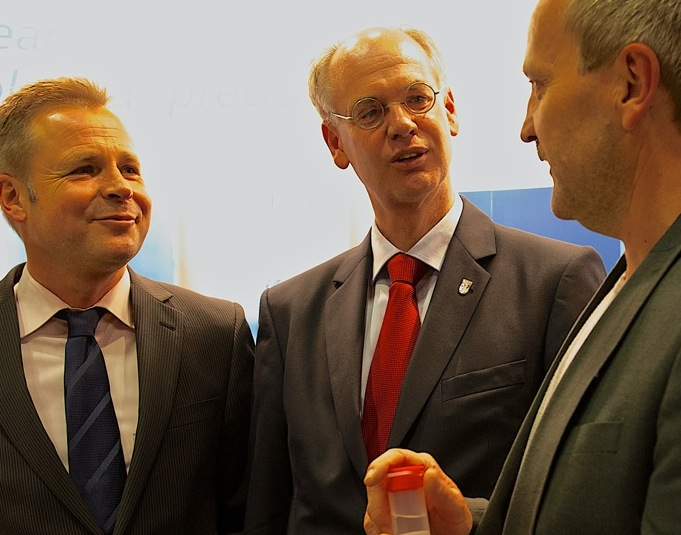
Matthias Köhne (m.) auf dem 19. Pankower Wirtschaftstag, 2013

Matthias Köhne (* 7. Juni 1966 in Itzehoe) ist ein deutscher Politiker (SPD). Er war Bürgermeister des Berliner Bezirks Pankow.
Köhne wuchs in Kellinghusen auf. Nach dem Abitur leistete er seinen Zivildienst in einer Sonderschule für geistig Behinderte in Bad Bramstedt ab. Köhne trat 1982 in die SPD ein und war zunächst für die Jusos in Schleswig-Holstein aktiv. In den Jahren 1987–1994 studierte er an der Freien Universität Berlin und der Universität Palermo und schloss als Diplom-Politologe ab. Er nahm dabei ein Stipendium der Friedrich-Ebert-Stiftung in Anspruch.
Ab 1994 war Köhne für die SPD-Fraktion des Berliner Abgeordnetenhauses als wissenschaftlicher Mitarbeiter tätig. Hierbei war er unter anderem für die Arbeit von Abgeordneten im Untersuchungsausschuss zum Flughafen Schönefeld und im Hauptausschuss zuständig. Von 1999 bis 2000 war er Bezirksstadtrat für Umwelt, Natur und Immobilien beim Bezirksamt Pankow, und nach einer Pause, als Leiter des Büros des Regierenden Bürgermeisters von Berlin, Klaus Wowereit, war von 2002 bis 2006 Bezirksstadtrat für Umwelt, Wohnen und Bürgerdienste. Im Jahr 2005 wurde er zum Stellvertretenden Bürgermeister gewählt; seit seiner Wahl im Oktober 2006 war er Bezirksbürgermeister von Pankow. Nach zwei Amtsperioden trat er bei den Berliner Wahlen 2016 nicht erneut an. Zu seinem Amtsnachfolger wurde Sören Benn (Die Linke) gewählt. 